# Hersch Lauterpacht
Hersch Lauterpacht (Zjovkva, 16 augustus 1897 - Londen, 8 mei 1960) was een Oostenrijks-Brits rechtsgeleerde. Hij was hoogleraar internationaal recht en rechter van het Internationaal Gerechtshof.

## Levensloop
Lauterpacht werd sterk beïnvloed door de Eerste Wereldoorlog en studeerde in de jaren twintig af in de rechten bij Hans Kelsen aan de Universiteit van Wenen en bij Arnold Duncan McNair aan de London School of Economics.
Aan de laatste begon hij als docent en van 1938 tot 1955 bekleedde hij de Whewell-leerstoel voor internationaal recht van de Universiteit van Cambridge. Van 1951 tot 1954 was hij lid van de Commissie voor Internationaal Recht van de Verenigde Naties. Van 1955 tot zijn dood in 1960 was hij rechter voor het Internationaal Gerechtshof in Den Haag.
Lauterpacht was een vertegenwoordiger van de natuurrechtelijke filosofie van Hugo de Groot en bekritiseerde een streng rechtspositivistische visie op het gebied van internationaal recht. Hij leverde elementaire bijdragen binnen het concept van de mensenrechten, internationaal strafrecht, het vraagstuk van de erkenning van staten en het internationaal verdragsrecht. Die bijdragen en zijn werk voor het Proces van Neurenberg worden beschreven in het boek Galicische Wetten van Philippe Sands.
Hij werd in 1947 opgenomen door het Institut de Droit International en een jaar later door de British Academy; in 1956 werd hij tot ridder geslagen. Ook zijn zoon Elihu Lauterpacht was een gerenommeerd volkenrechtsgeleerde.

## Werk (selectie)
- 1927: Private Law Sources and Analogies of International Law with Special Reference to Arbitration, Londen
- 1933, 2011: The Function of Law in the International Community, Oxford en New York
- 1934: The Development of International Law by the Permanent Court of International Justice, Londen
- 1945: An International Bill of the Rights of Man, New York
- 1947: Recognition in International Law, New York
- 1950: International Law and Human Rights, Londen
- 1958: The Development of International Law by the International Court, Londen